# Tävlingspräst
Tävlingspräst är en tjänst som erbjuds elitidrottare. En tävlingspräst följer med landslagen på läger och tävlingar och finns tillgänglig för stöd och samtal. Tävlingspräster förekommer åtminstone i Finland.
Inför Olympiska sommarspelen i München 1972 beslutade tävlingsarrangörerna att för första gången ge omfattande andlig service. Internationella olympiska kommittén hade tidigare kommit med ett påbud att deltagare vid OS har rätt att utöva sin tro och att varje olympisk by bör ha ett andligt centrum. Arrangörerna av OS i München kontaktade de nordiska och några andra länders ärkebiskopar för att be vardera land skicka en idrottsintresserad och språkligt kunnig präst till spelen.